# Leptothorax caparica
Leptothorax caparica é uma espécie de insetos himenópteros, mais especificamente de formigas pertencente à família Formicidae.
A autoridade científica da espécie é Henin, tendo sido descrita no ano de 2004.
Trata-se de uma espécie presente no território português.